# Lista celor mai lungi poduri zidite din lume

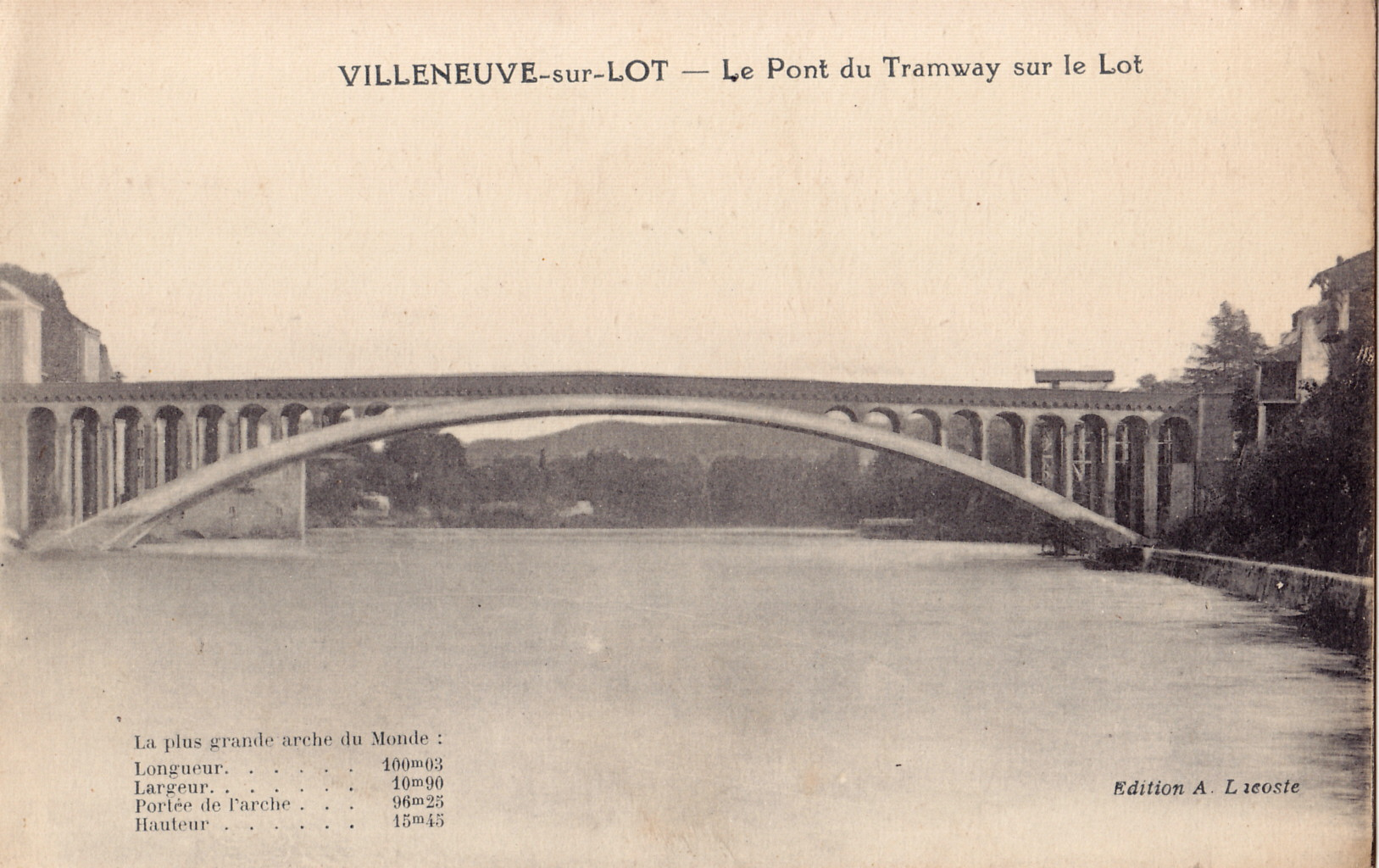
Podul Eliberării din Villeneuve-sur-Lot, Franța, podul arcuit zidit cu cea mai mare deschidere din Europa și cel mai lung pod zidit din lume între 1919 și 1954

Lista celor mai lungi poduri zidite din lume clasifică podurile și viaductele în formă de arc, construite din piatră, cărămizi sau beton nearmat („zidite”), în funcție de deschiderea lor maximă. Unele poduri arcuite moderne au o formă similară cu cele zidite, dar sunt construite utilizându-se blocuri prefabricate de beton armat, precum Podul Gladesville din New South Wales, Australia, care are o deschidere de 305 metri. Acest tip de poduri nu a fost inclus în listă, deoarece, deși sunt poduri arcuite, ele nu sunt zidite, ci fabricate din beton armat.
Un viaduct (un pod lung) poate fi realizat dintr-o serie de arce de lungimi egale sau diferite. Deschiderea maximă reprezintă valoarea cea mai mare dintre deschiderile fiecărui arc de pod.
Lungimea traveei principale este cea mai comună modalitate de a clasifica podurile și viaductele, deoarece se corelează de obicei cu complexitatea inginerească implicată în proiectare și construcție. Dacă un pod are o deschidere mai mare decât un altul, nu înseamnă neapărat că acel pod este mai lung de la mal la mal față de celălalt.
Podurile din zidărie de piatră sau cărămidă sunt cele mai vechi dintre podurile arcuite, unele având o durată de o mie de ani. Deoarece sunt făcute din piatră fasonată, unele au fost construite fără mortar, precum apeductul roman Pont du Gard din Franța. Cu toate acestea, la construcția podurilor arcuite la care s-au folosit pietre brute a fost nevoie de mortar. Podurile arcuite din beton armat la care piatra sau cărămida au doar un rol decorativ nu sunt incluse în listă, clasamentul conținând poduri arcuite a căror parte portantă constă în piatră, cărămidă sau beton nearmat.
Partea interioară a unui pod arcuit de piatră poate fi umplută cu nisip, pietriș sau resturi de piatră. De asemenea, poate fi umplut cu beton, caz în care umplutura în sine devine capabilă să suporte o sarcină suplimentară față de încărcarea preluată de arcade. În cazul în care pietrele care formează arcada și care se închid cu cheia de boltă („voussoir”) sunt subțiri, acestea nu pot prelua o sarcină prea mare, astfel că miezul de beton devine partea structurală principală a arcului. 
Lista include podurile zidite finalizate, aflate în operare sau distruse, a căror deschidere maximă depășește lungimea de 50 m. Ordinea este descrescătoare, în funcție de valorile deschiderii.
| Imagine | Nume | Deschidere maximă (m) | An   | Locație                                              | Coordonate                                            | Țară          | Observații | Note             |
|         | |                       |      |                                                      |                                                       |               | |                  |
| ------- | --- | --------------------- | ---- | ---------------------------------------------------- | ----------------------------------------------------- | ------------- | --- | ---------------- |
|         | Podul peste râul Dan (în chineză: 丹河大桥, transliterat: Dān hé dàqiáo)                                      | 146                   | 2001 | Jincheng, Shanxi                                     | 35°28′15.0″N 112°59′43.0″E / 35.470833°N 112.995278°E | China         | pod rutier din beton peste râul Dan | [ H 1 ]          |
|         | Podul peste râul Wuchao (în chineză: 乌巢河大桥, transliterat: Wū cháo hé dàqiáo)                             | 120                   | 1990 | Fenghuang, Hunan                                     | 28°04′42.3″N 109°23′58.7″E / 28.078417°N 109.399639°E | China         | pod rutier din beton | [ S 1 ]          |
|         | Podul Jiuxigou (în chineză: 九溪溝橋, transliterat: Jiǔ xī gōuqiáo)                                           | 116                   | 1972 | Fengdu, Chongqing                                    | 29°47′09.1″N 107°49′27.9″E / 29.785861°N 107.824417°E | China         | pod rutier din beton peste râul Long | [ S 2 ]          |
|         | Podul Changhong (în chineză: 长虹桥, transliterat: Cháng hóngqiáo)                                            | 112                   | 1961 | Kaiyuan, Yunnan                                      | 23°48′55.9″N 103°16′34.4″E / 23.815528°N 103.276222°E | China         | pod rutier din beton peste râul Nanpan | [ S 3 ]          |
|         | Podul Fushun Hongqi (în chineză: 富顺红旗大桥, transliterat: Fùshùn hóngqí dàqiáo)                            | 111                   | 1968 | Fushun, Sichuan                                      | 29°10′57.8″N 105°00′22.1″E / 29.182722°N 105.006139°E | China         | pod rutier din beton peste râul Tuo | [ 2 ]            |
|         | Podul Shengli (în chineză: 胜利桥, transliterat: Shènglì qiáo)                                                | 108                   | 1989 |                                                      |                                                       | China         | | [ 2 ]            |
|         | Podul Sizhuang (în chineză: 思庄桥, transliterat: Sī zhuāng qiáo)                                             | 108                   | 1996 |                                                      |                                                       | China         | | [ 2 ]            |
|         | Apeductul Xianfeng (în chineză: 险峰渡槽, transliterat: Xiǎnfēng dùcáo)                                       | 106                   | 1976 | Cixian, Hebei                                        | 36°25′01.6″N 114°05′23.7″E / 36.417111°N 114.089917°E | China         | pod din beton, parte a apeductului Xianfeng | [ 3 ]            |
|         | Podul Huwan (în chineză: 虎湾桥, transliterat: Hǔ wān qiáo)                                                   | 105                   | 1972 | Henan                                                |                                                       | China         | | [ 4 ]            |
|         | Podul Tongshan (în chineză: 铜山桥, transliterat: Tóng shān qiáo)                                             | 105                   | 1977 |                                                      |                                                       | China         | | [ 2 ]            |
|         | Primul pod peste râul Dan (în chineză: 丹河大桥, transliterat: Dān hé dàqiáo)                                 | 105                   | 1983 |                                                      |                                                       | China         | | [ 2 ]            |
|         | Podul peste râul Jiangping (în chineză: 江坪河大橋, transliterat: Jiāng píng hé dàqiáo)                       | 105                   | 1990 |                                                      |                                                       | China         | | [ 2 ]            |
|         | Podul Yugong (în chineză: 愚公橋, transliterat: Yú gōng qiáo)                                                 | 102                   | 1970 |                                                      |                                                       | China         | | [ 2 ]            |
|         | Podul Gongtan (în chineză: 龔灘大橋, transliterat: Gōng tān dàqiáo)                                           | 100                   | 1954 |                                                      |                                                       | China         | | [ 2 ]            |
|         | Podul peste râul Youdu (în chineză: 游渡河大桥, transliterat: Yóu dùhé dàqiáo)                                | 100                   | 1973 | Jiangjin, Chongqing                                  | 28°52′23.4″N 106°20′12.4″E / 28.873167°N 106.336778°E | China         | pod rutier din beton peste râul Sunxi | [ 2 ] [ 5 ]      |
|         | Podul Hongdu (în chineză: 红渡桥, transliterat: Hóng dù qiáo)                                                 | 100                   | 1977 | Mashan – Du'an, Guangxi                              | 23°50′29.2″N 108°09′04.1″E / 23.841444°N 108.151139°E | China         | pod rutier din beton peste râul Hongshui | [ S 4 ]          |
|         | Podul Longwu (în chineză: 龍務橋, transliterat: Lóng wù qiáo)                                                 | 100                   | 1979 | Guangxi                                              |                                                       | China         | | [ 4 ]            |
|         | Podul Fujin (în chineză: 富錦橋, transliterat: Fù jǐn qiáo)                                                   | 100                   | 2003 |                                                      |                                                       | China         | | [ 2 ]            |
|         | Podul Jianjin (în chineză: 建津橋, transliterat: Jiàn jīn qiáo)                                               | 100                   |      |                                                      |                                                       | China         | |                  |
|         | Podul Daliushu (în chineză: 大柳樹橋, transliterat: Dà liǔshù qiáo)                                           | 100                   |      |                                                      |                                                       | China         | |                  |
|         | Podul Jinshan (în chineză: 金山大桥, transliterat: Jīnshān dàqiáo)                                            | 99                    | 1972 | Hua'an, Fujian                                       | 24°55′23.7″N 117°30′16.7″E / 24.923250°N 117.504639°E | China         | pod rutier din beton peste râul Jiulong | [ 2 ]            |
|         | Podul Xiaoduchuan (Podul Hongjiang existent) (în chineză: 现有红江桥, transliterat: Xiàn yǒu hóng jiāng qiáo) | 97                    | 1970 | Enshi, Hubei                                         | 30°17′50.7″N 109°28′45.2″E / 30.297417°N 109.479222°E | China         | pod rutier din beton peste râul Qing | [ 6 ]            |
|         | Podul Eliberării (în franceză Pont de la Libération de Villeneuve-sur-Lot)                                    | 96,25                 | 1919 | Villeneuve-sur-Lot, Lot-et-Garonne                   | 44°24′17.2″N 0°42′20.5″E / 44.404778°N 0.705694°E     | Franța        | pod pentru tramvai și pietonal din beton nearmat placat cu cărămidă peste râul Lot, cel mai lung pod zidit din lume între 1919 și 1954                                                               | [ S 5 ]          |
|         | Podul Păcii din Plauen (Viaductul Syratal) [în germană Friedensbrücke (Plauen)]                               | 90                    | 1905 | Plauen, Saxonia                                      | 50°29′56.4″N 12°07′35.8″E / 50.499000°N 12.126611°E   | Germania      | pod pentru tramvai și rutier din piatră placat cu ardezie peste valea Syrabach, renovat în 2004, cel mai lung pod zidit din lume între 1905 și 1919                                                  | [ S 6 ]          |
|         | Podul Longmen (în chineză: 龙门大桥, transliterat: Lóngmén dàqiáo)                                            | 90                    | 1961 | Luoyang, Henan                                       | 34°33′33.0″N 112°28′21.4″E / 34.559167°N 112.472611°E | China         | deschideri laterale de 60 m | [ S 7 ]          |
|         | Podul Solkan (în slovenă Solkanski most)                                                                      | 85                    | 1906 | Nova Gorica                                          | 45°58′43.5″N 13°39′06.3″E / 45.978750°N 13.651750°E   | Slovenia      | pod feroviar din piatră peste râul Soča, distrus în 1916, reconstruit în 1927 | [ S 8 ]          |
|         | Podul Adolphe (în luxemburgheză Adolphe-Bréck)                                                                | 84,65                 | 1903 | Luxemburg                                            | 49°36′30.5″N 6°07′36.9″E / 49.608472°N 6.126917°E     | Luxemburg     | pod pietonal, rutier și pentru tramvai din gresie cu platformă din beton armat peste râul Péitruss, renovat și extins în 2017, cel mai lung pod zidit din lume între 1903 și 1905                    | [ S 9 ]          |
|         | Podul de piatră (în franceză Pont des Pierres)                                                                | 80                    | 1910 | Montanges, Ain                                       | 46°09′55.0″N 5°48′40.3″E / 46.165278°N 5.811194°E     | Franța        | pod din piatră pentru tramvai până în 1937, ulterior pod rutier, distrus în 1944 și reconstruit în 1954                                                                                              | [ S 10 ]         |
|         | Viaductul Roizonne (în franceză Viaduc de la Roizonne)                                                        | 79                    | 1928 | La Mure, Isère                                       | 44°54′51.0″N 5°49′44.7″E / 44.914167°N 5.829083°E     | Franța        | viaduct feroviar din piatră peste râul Roizonne până în 1952, ulterior pod rutier, consolidat în 2009                                                                                                | [ S 11 ]         |
|         | Podul Visconti din Trezzo (în italiană Ponte visconteo di Trezzo)                                             | 72,25                 | 1377 | Trezzo sull'Adda, Lombardia                          | 45°36′43.8″N 9°31′24.7″E / 45.612167°N 9.523528°E     | Italia        | pod medieval din piatră peste râul Adda, calea de acces către Castelul Visconti, distrus în 1416, cel mai lung pod zidit din lume între 1377 și 1416                                                 | [ S 12 ]         |
|         | Podul Steyrling (în germană Steyrling-Brücke)                                                                 | 70                    | 1904 | Steyrling, Austria Superioară                        | 47°48′15.4″N 14°09′47.5″E / 47.804278°N 14.163194°E   | Austria       | pod feroviar din piatră | [ 7 ]            |
|         | Podul Sidi Rached (în arabă جسر سيدي راشد, transliterat: Jisr sayidi rashid)                                  | 68                    | 1912 | Constantine, Provincia Constantine                   | 36°21′45.1″N 6°36′49.6″E / 36.362528°N 6.613778°E     | Algeria       | viaduct feroviar din beton armat și piatră peste valea Rhummel | [ S 13 ] [ H 2 ] |
|         | Podul Union Arch (în engleză Union Arch Bridge)                                                               | 67                    | 1864 | Cabin John, Maryland                                 | 38°58′22.1″N 77°08′54.8″V / 38.972806°N 77.148556°V   | Statele Unite | pod din granit și gresie peste pârâul Cabin John, proiectat ca parte a Apeductului Washington, ulterior convertit în pod rutier, renovat în 2001, cel mai lung pod zidit din lume între 1864 și 1903 | [ S 14 ]         |
|         | Podul feroviar Sonnborn (în germană Sonnborner Eisenbahnbrücke)                                               | 66                    | 1914 | Wuppertal, Renania de Nord-Westfalia                 | 51°14′30.4″N 7°06′11.3″E / 51.241778°N 7.103139°E     | Germania      | pod feroviar din piatră și gresie, extins în anii 1970 prin adăugarea de suporturi din beton armat pe ambele părți                                                                                   | [ S 15 ]         |
|         | Podul Veresk (în persană پل ورسک, transliterat: Pel varsk)                                                    | 66                    | 1936 | Veresk, Provincia Mazandaran                         | 35°54′12.0″N 52°59′24.9″E / 35.903333°N 52.990250°E   | Iran          | pod feroviar din beton nearmat peste valea Veresk | [ S 16 ] [ H 3 ] |
|         | Podul Gutach (în germană Gutachbrücke)                                                                        | 64                    | 1900 | Lenzkirch, Baden-Württemberg                         | 47°53′00.4″N 8°15′08.0″E / 47.883444°N 8.252222°E     | Germania      | pod feroviar din piatră peste valea Gutach | [ S 17 ]         |
|         | Podul La Balme (în franceză Pont de La Balme)                                                                 | 64                    | 1946 | Peyrieu, Ain – La Balme, Savoie                      | 45°42′32.3″N 5°43′36.3″E / 45.708972°N 5.726750°E     | Franța        | pod rutier din piatră peste fluviul Rhône | [ S 18 ]         |
|         | Podurile feroviare Obere Illerbrücken (în germană Obere Illerbrücken)                                         | 63,8 (x 2)            | 1906 | Kempten, Bavaria                                     | 47°42′53.2″N 10°19′19.7″E / 47.714778°N 10.322139°E   | Germania      | poduri feroviare din beton armat peste râul Iller, în 1969 podul nordic a fost transformat în pod rutier și pietonal                                                                                 | [ S 19 ]         |
|         | Podul Luitpold (în germană Luitpoldbrücke)                                                                    | 63                    | 1901 | München, Bavaria                                     | 48°08′30.2″N 11°35′42.7″E / 48.141722°N 11.595194°E   | Germania      | pod rutier din calcar peste râul Isar, a înlocuit un pod din oțel construit în 1891 care s-a prăbușit în urma unor inundații în 1899                                                                 | [ S 20 ]         |
|         | Podul Max-Joseph (în germană Max-Joseph-Brücke)                                                               | 63                    | 1902 | München, Bavaria                                     | 48°08′57.0″N 11°35′54.7″E / 48.149167°N 11.598528°E   | Germania      | pod rutier din calcar peste râul Isar, a înlocuit un pod din oțel construit în 1876 care s-a prăbușit în urma unor inundații în 1899                                                                 | [ S 21 ]         |
|         | Podul Grosvenor (în engleză Grosvenor Bridge)                                                                 | 61                    | 1832 | Chester, North West England                          | 53°11′00.9″N 2°53′46.0″V / 53.183583°N 2.896111°V     | Regatul Unit  | pod arcuit din gresie și calcar peste râul Dee, cel mai lung pod zidit din lume între 1832 și 1864                                                                                                   | [ S 22 ]         |
|         | Viaductul Lavaur (în franceză Viaduc de Lavaur)                                                               | 61                    | 1884 | Lavaur, Tarn                                         | 43°42′11.8″N 1°49′26.5″E / 43.703278°N 1.824028°E     | Franța        | pod feroviar din piatră peste râul Agout | [ S 23 ]         |
|         | Viaductul Gour Noir (în franceză Viaduc du Gour Noir)                                                         | 60                    | 1889 | Uzerche – Saint-Ybard, Corrèze                       | 45°25′10.0″N 1°32′01.0″E / 45.419444°N 1.533611°E     | Franța        | pod feroviar din piatră peste râul Vézère | [ S 24 ]         |
|         | Podul Wechselburg-Göhren (în germană Zwickauer-Mulde-Brücke Wechselburg-Göhren)                               | 60                    | 1904 | Wechselburg, Saxonia                                 | 50°58′46.3″N 12°45′52.2″E / 50.979528°N 12.764500°E   | Germania      | pod rutier din piatră peste râul Zwickauer Mulde | [ S 25 ]         |
|         | Podul Orkla (în norvegiană Orkla bru)                                                                         | 60                    | 1921 | Rennebu, Trøndelag                                   | 62°43′30.4″N 9°59′49.7″E / 62.725111°N 9.997139°E     | Norvegia      | pod feroviar din piatră | [ 8 ] [ 9 ]      |
|         | Podul Huanghugang (în chineză: 黄虎港大桥, transliterat: Huáng hǔ gǎng dàqiáo)                                | 60                    | 1959 | Hupingshanzhen, Hunan                                | 29°55′41.2″N 110°47′31.6″E / 29.928111°N 110.792111°E | China         | | [ S 26 ]         |
|         | Podul Wallstraße (în germană Wallstraßenbrücke)                                                               | 57                    | 1905 | Ulm, Baden-Württemberg                               |                                                       | Germania      | pod arcuit din beton distrus în 1945 | [ S 27 ]         |
|         | Podul Skodje (în norvegiană Skodje bru)                                                                       | 57                    | 1922 | Ålesund, Møre og Romsdal                             | 62°30′09.1″N 6°36′59.6″E / 62.502528°N 6.616556°E     | Norvegia      | pod rutier până în 2004, în prezent pod pietonal peste Storestraumen | [ 8 ] [ 10 ]     |
|         | Viaductul Escot (în franceză Viaduc d'Escot)                                                                  | 56                    | 1909 | Escot, Pyrénées-Atlantiques                          | 43°04′14.0″N 0°36′21.6″V / 43.070556°N 0.606000°V     | Franța        | pod feroviar peste torentul Gave d'Aspe | [ S 28 ]         |
|         | Viaductul Ballochmyle (în engleză Ballochmyle Viaduct)                                                        | 55                    | 1848 | Mauchline – Catrine, East Ayrshire                   | 55°29′58.1″N 4°21′44.7″V / 55.499472°N 4.362417°V     | Regatul Unit  | pod feroviar peste râul Ayr | [ S 29 ]         |
|         | Viaductul Wiesen (în germană Wiesener Viadukt)                                                                | 55                    | 1909 | Davos Wiesen, Davos, Cantonul Grisons                | 46°41′39.9″N 9°42′46.3″E / 46.694417°N 9.712861°E     | Elveția       | pod feroviar din beton placat cu piatră peste râul Landwasser | [ S 30 ]         |
|         | Viaductul Pélussin (în franceză Viaduc de Pélussin)                                                           | 55                    | 1919 | Pélussin, Loire                                      | 45°24′57.0″N 4°40′43.3″E / 45.415833°N 4.678694°E     | Franța        | pod feroviar până în 1931, în prezent pod pietonal peste râul Régrillon | [ S 31 ]         |
|         | Podul Rabastens (în franceză Pont de Rabastens)                                                               | 55 (x 2)              | 1924 | Rabastens – Coufouleux, Tarn                         | 43°49′11.7″N 1°43′35.5″E / 43.819917°N 1.726528°E     | Franța        | pod rutier din piatră cu platformă din beton peste râul Tarn | [ S 32 ]         |
|         | Vechiul pod Vieille-Brioude (în franceză L'ancien pont de Vieille-Brioude)                                    | 54,57                 | 1479 | Vieille-Brioude, Haute-Loire                         | 45°15′38.2″N 3°24′30.6″E / 45.260611°N 3.408500°E     | Franța        | pod arcuit peste râul Allier, prăbușit în 1822 și înlocuit cu un pod similar, cu deschiderea de 45 m, cel mai lung pod zidit din lume între 1479 și 1822                                             | [ S 33 ]         |
|         | Podul Jora (în norvegiană Jora bru)                                                                           | 54                    | 1918 | Dombås, Innlandet                                    | 62°05′35.3″N 9°06′19.5″E / 62.093139°N 9.105417°E     | Norvegia      | pod feroviar din piatră peste râul Jora | [ 8 ]            |
|         | Podul Yixiantian (în chineză: 一线天桥, transliterat: Yīxiàn tiānqiáo)                                        | 54                    | 1966 | Hanyuan, Sichuan                                     | 29°18′24.1″N 102°57′04.3″E / 29.306694°N 102.951194°E | China         | pod feroviar din piatră cu platformă din beton peste valea Laochanggou | [ S 34 ]         |
|         | Podul Gignac (în franceză Pont de Gignac)                                                                     | 50                    | 1810 | Gignac, Hérault                                      | 43°39′13.2″N 3°32′08.0″E / 43.653667°N 3.535556°E     | Franța        | pod rutier din piatră peste fluviul Hérault | [ S 35 ]         |
|         | Viaductul Nogent-sur-Marne (în franceză Viaduc de Nogent-sur-Marne)                                           | 50 (x 4)              | 1856 | Nogent-sur-Marne, Val-de-Marne                       | 48°49′55.9″N 2°29′48.3″E / 48.832194°N 2.496750°E     | Franța        | pod feroviar din piatră peste râul Marna, distrus în al Doilea Război Mondial și reconstruit din beton armat în 1945                                                                                 | [ S 36 ]         |
|         | Podul peste Dunăre din Munderkingen (în germană Munderkinger Donaubrücke)                                     | 50                    | 1893 | Munderkingen, Baden-Württemberg                      | 48°14′13.8″N 9°38′37.2″E / 48.237167°N 9.643667°E     | Germania      | pod din beton armat peste fluviul Dunărea, distrus în 1945 și reconstruit în 1948 | [ S 37 ]         |
|         | Viaductul Eaux-salées (în franceză Viaduc des Eaux-salées)                                                    | 50                    | 1914 | Carry-le-Rouet – Ensuès-la-Redonne, Bouches-du-Rhône | 43°19′58.1″N 5°11′06.2″E / 43.332806°N 5.185056°E     | Franța        | pod feroviar peste valea Graffiane, pe țărmul Mării Mediterane | [ S 38 ]         |
|         | Podul Tveitsund (în norvegiană Tveitsund bru)                                                                 | 50                    | 1918 | Treungen, Telemark                                   | 59°01′03.9″N 8°31′28.4″E / 59.017750°N 8.524556°E     | Norvegia      | pod rutier din piatră peste râul Nisser | [ 8 ]            |
|         | Podul Baisha (în chineză: 白沙大桥, transliterat: Báishā dàqiáo)                                              | 50 (x 2)              | 1960 | Jiande, Zhejiang                                     | 29°28′12.8″N 119°16′43.1″E / 29.470222°N 119.278639°E | China         | pod rutier din piatră peste râul Xin'an | [ S 39 ]         |